# باري فيشر
باري فيشر (20 يناير 1934 في أستراليا - 6 أبريل 1980 في أستراليا) (بالإنجليزية: Barry Fisher)‏ هو لاعب كريكت أسترالي. لعب مع فريق كوينسلاند للكريكت ‏.

## وصلات خارجية
- باري فيشر على موقع إي آس بي آن كريك إنفو (الإنجليزية)